# Tetrapterum cylindricum
Tetrapterum cylindricum är en bladmossart som beskrevs av Georg Friedrich von Jaeger 1869. Tetrapterum cylindricum ingår i släktet Tetrapterum och familjen Pottiaceae. Inga underarter finns listade i Catalogue of Life.